# آرگویسال
آرگویسال (به اسپانیایی: Arguisal) یک منطقهٔ مسکونی در اسپانیا است که در استان اوئسکا واقع شده‌است. آرگویسال ۱۳ نفر جمعیت دارد و ۸۸۴ متر بالاتر از سطح دریا واقع شده‌است.